# دواء كابت للمناعة

الفرق بين النايلون ٦ والنايلون ٦٦

كابح مناعي أو أدوية كبت المناعة  هي الأدوية التي تستعمل في التثبيط المناعي، ومن أهم الأدوية الكيميائية المثبطة لنشاط جهاز المناعة هو «ميثوتريكسات» والذي يستعمل بالأساس لمكافحة مرض الملاريا.
ومن الأدوية الهامة البيولوجية المثبطة للمناعة هو «هيوميرا» ويستعمل أيضا إضافة للروماتويد، يستعمل لداء الصدفية.
اما الدواء البيولوجي الأهم والذي يدمر الخلايا المناعية الشاذة أو اللمفاوية المريضة والتي تهاجم الجسم بدل الدفاع عنه:
هو «مابثيرا».
ويستخدم علاج الأدوية المثبطة للمناعة في كل مما يلي:
1. منع رفض أو نبذ الجسم للأعضاء أو الأنسجة الجديدة المزروعة مثل: (نخاع العظم، القلب، الكليتان والكبد)
2. علاج أمراض المناعة الذاتية أو حتى الامراض التي من المرجح أن يكون أصلها أمراض المناعة الذاتية مثل (التهاب المفاصل الروماتيدي (الروماتيزم) rheumatoid arthritis، التصلب المتعدد multiple sclerosis، الوهن العضلي myasthenia gravis، الذئبة الحمامية الجهازية systemic lupus erythematosus، الساركويد sarcoidosis، الكبيبات القطعية focal segmental glomerulosclerosis، مرض«كرون» Crohn's disease، مرض «بهجت» Behcet's Disease، الفقاع pemphigus، والتهاب (تقرح) القولون ulcerative colitis).
3. علاج بعض الأمراض غيرذاتية المناعة (الالتهابية) مثل: (السيطرة طويلة الأمد على الربو التحسسي (الآزما asthma))

## الآثار الجانبية
نقص المناعة أثر جانبي شائع للعديد من الأدوية مثبطة المناعة ويعود ذلك إلى أن أغلبية هذه الأدوية تعمل بشكل غير انتقائي، مما أدى إلى زيادة في قابلية العدوى وانخفاض في الترصد المناعي للسرطان. من الآثار الجانبية الأخرى، ارتفاع ضغط الدم، زيادة في نسبة الدهنيات في الجسم كزيادة في الكوليسترول، ارتفاع السكر في الدم، القرحة في المعدة، اضطراب في النسيج الدهني للجسم، تجمع للدهنيات في الوجه "Moon face "، اصابات في الكلى والكبد.
تتفاعل أيضا الأدوية المثبطة للمناعة مع أدوية أخرى وتؤثر في نشاطهم وأيضهم. يمكن تقييم الأدوية المثبطة للمناعة سواء الفعلية أو المشتبه بها عن طريق قياس تأثيرهم على عدد الخلايا الليمفاوية الموجودة في أنسجة الجسم باستخدام تقنية «immunohistochemistry: والتي تتلخص باستخدام الأجسام المضادة في استهداف خلايا وجسيمات محددة في الجسم»
يمكن تقسيم الأدوية إلى خمس مجموعات رسمية:
هرمونات الستيرويد القشرية " glucocorticoids "
مثبط نمو الخلايا " cytostatic "
الأجسام المضادة "antibodies "
أدوية تعمل على نوع محدد من البروتين المستقبله تسمي بال immunophilins
أدوية أخرى

## هرمونات الستيرويد القشرية Glucocorticoids
تستخدم هذه الهرمونات في الجرعات الدوائية (الفوق طبيعية) لقمع مختلف اضطرابات الحساسية، والمناعة الذاتية، والالتهابات.تعطى أيضا من قبل الأطباء المختصين كمثبًط مناعي لما بعد عملية زراعة الأعضاء، لمنع رفض الجسم الحاد لعملية الزراعة ومرض رفض المستقبل ضد المضيف GVH Disease. ومع ذلك، فإنها تمنع أي عمليات تعويضية في وقت لاحق ولا تمنع العدوى.

## آلية عمل الهرمونات في تثبيط المناعة
تثبَط هرمونات الستيرويد القشرية المناعة بوساطة الخلايا ;أي أنها تستعمل عضيات الخلية نفسها في تثبيط المناعة عوضا عن الأجسام المضادة الموجودة في الدم.
تعمل هذه الهرمونات من خلال تثبيط الجينات التي تشفر كودونات السايتوكاين انترلوكن 1 (IL-1)، IL-2، IL-3، IL-4، IL-5، IL-6، IL-8 و TNF-alpha .وأهمهم هو IL-2.
ويؤدي إنتاج كمية قليلة من السايتوكاين من تقليل تكاثر خلايا (ت) الليمفاوية.
(السايتوكاين Cytokines : المواد التي تفرزها الخلايا المناعية وتؤثر على الأجسام الأخرى)
(الانترلوكن interleukin : بروتينات سكرية تفرزها الخلايا الليمفاوية لتنظيم النشاط المناعي في الجسم)
كما تعمل هرمونات الستيرويد القشرية على تثبيط المناعة من خلال الأجسام المضادة وخلايا (ب) الليمفاوية (أي عكس تثبيط المناعة بواسطة الخلايا) مسببة خلايا (ب) الليمفاوية أن تخرج كميات أقل من IL-2 ومستقبلاته. وهذا بدوره يقلل من تكاثر خلايا (ب) وبالتالي يقلل من تصنيع الأجسام المضادة.

## آثار مضادات الالتهابات
هرمونات الستيرويد (glucocorticoids) تؤثر في جميع أنواع الالتهابات وبغض النظر عن سببهم. حيث أنها تحفز تصنيع الليبوكورتين 1(انيكسن -1) والذي بدوره يرتبط مع جدار الخلية لمنع الفسفولايبيز (phospholipase A2) من الارتباط مع مادته حمض الأراكيدونك. وهذا بالنهاية يؤدي لانخفاض في إنتاج الآيكوسانويد (eicosanoid). كما أنها تخفض إنتاج انزيمات الأكسدة الحلقية والتي تؤدي أيضا لانخفاض في إنتاج الآيكوسانويد.
كما تساعد هذه الهرمونات الليبوكورتين-1 (lipocortin على الهروب إلى خارج الخلايا، وهناك يرتبط الليبوكورتين بالمستقبلات الموجودة على غشاء خلايا كريات الدم البيضاء (leukocyte) حيث يعمل الارتباط على تثبيط العديد من الأحداث المرافقة للاتهاب مثل: التصاق النسيج الطلائي، الهجرة، البلعمة، انفجار في الجهاز التنفسي، وحركة المواد حسب فرق التركيز (chemotaxis)، بالإضافة إلى تثبيط تحرير العديد من ما يعرف ب وسيط الالتهابات مثل (انزيمات الليسوسوم، سيتوكاين، كيموكاين، بروتينات التخثر plasminogen activator) من خلايا الدم البيضاء المختلفة مثل:(neutrophils، macrophages، mastoccytes)
(الآيكوسانويد-جزئ لنقل الإشارة في الخلية signaling Molecule)

## مثبط نموالخلايا (cytostatic)
تعمل الcytostatic على تثبيط انقسام الخلية. تستخدم بجرعات قليلة في العلاج المناعي عنها عن علاج مرض الأورام الخبيثة (السرطان) وتؤثر في نمو كل من خلايا (ت) و (ب) الليمفاوية.
يتم صرف نظائر البيورين (purine) بصورة شبه دائمة نظرا لفعاليتها الكبيرة.

## عوامل ارتباط الالكيل مع الحمض النووي DNA (alkylating agents)
من العوامل التي تساعد على ارتباط الالكيل مع الحمض النووي والتي يتم استخدامها في العلاج المناعي: خردل النيتروجين (Nitrogen mustard) ومركبات البلاتينيوم و الnitrosoureas ومركبات أخرى. مركبات النيتروجين والذي هو من مركبات الفسفواميد الحلقية يعتبر من أكثرهم فعالية، ويتم استخدامه بجرعات قليلة في علاج الذئبة الحمامية الجهازية، وفقر الدم الانحلالي ذاتي المناعة (autoimmune hemolytic anemias)، وتورمات يصاحبها التهاب الأوعية الدموية (granulomatosis with polyangiitis) بالإضافة لأمراض مناعية أخرى. الجرعات العالية منها تسبب التهاب في المثانة (hemorrhagic cystitis) ومرض قلة الكريات الشاملة (pancytopenia).

## مضادات الأيض(البناء والهدم) (Antimetabolites)
تتعارض Antimetabloites مع تصنيع الاحماض النووية. تتضمن:
- نظائر حمض الفوليك، مثل ميثوتريكست (methotrexate)
- نظائر البيورين (purine) مثل: أزاثيوبراين (azathioprine) وميركابتوبيوراين (mercaptopurine)
- نطائر البيريمدين (pyrimidine) مثل: فلورواوراسيل
- مثبطات بناء البروتبن

### ميثوتريكست (methotrexate)
ميثوتريكست من نظائر حمض الفوليك. يرتبط مع ثنائي الهيدروفوليت المختزل بحيث يمنع ارتباطه بناء رباعي هيدروفوليت. ويستخدم أيضا في عمليات زراعة الأعضاء وعلاج الأمراض ذاتية المناعة مثل: التهاب المفاصل الروماتيدي ومرض بهجت.

### آزاثيوبراين وميركاتوبراين
يعتبر الآزاثيوبراين المادة السامه الرئيسيه في تثبيط المناعة. يستخدم بشكل واسع للتحكم في رفض عمليات زراعة الأعضاء. تنشطر بدون وجود انزايم إلى ميركاتوبراين، والذي هو إحدى نظائر البيوراين ويعمل كمثبط لبناء الحمض النووي DNA ويتم صرف الميركاتوبراين دوائيا بصورة مباشرة.
تؤثرالمبركاتوبراين والآزاثيوبراين على كلا من المناعة بوساطة الخلية والمناعة بوساطة جسيمات بيتا، من خلال منع التوسع النسلي (أي من نفس الأصل) لليمفاويات في مرحلة الحث من مراحل الاستجابة المناعية. كما أنها فعاله في علاج الأمراض ذاتية المناعة.

## المضادات الحيويه ذات التأثير السام للخلايا
من بين المضادات الموجودة، يعتبر الداكتينومايسين أهمهم؛ حيث يستخدم في عمليات زراعه الكلى.
من بين المضادات الأخرى يوجد أنثراسايكلين (anthracyclines)، ميتومايسين ج (mitomycin C)، بليومايسين (bleomycin)، ميثرامايسين (mithramycin).

## الأجسام المضادة
تستخدم الأجسام المضادة في تثبيط المناعة كعلاج قوي وسريع لمنع عمليات الرفض الحاد، كما أنها تستخدم لعلاج التكاثر غير الطبيعي للخلايا الليمفاويه وفي علاج الاضطرابات ذاتية المناعة مثل:(anti-CD20 monoclonals).

### الأجسام المضادة المختلفة (polyclonal antibodies)
ينم الحصول على هذه الأجسام المضادة المختلفة من مصل الحيوانات مثل:(الأرنب والحصان)، وحقنها مع الخلايا الليمفاوية للمريض أو خلايا الليمف الزعترية، حيث يتم استخدام مولدات الضد الليمفاوي (ALG) ومولدات الضد الزعتري الليمفاوي (ATG). هذه الأجسام المضادة تعتبر جزءا من عمليات رفض مقاومة الستيرويد الحادة، وتعمل أيضا في القضاء على علاج فقر الدم (aplastic anemia). لكنها قد تضاف لمثبطات مناعيه أخرى للتقليل من جرعتها وسميتها. كما أنها تسمح الانتقال إلى علاج السايكلوسبورين (ciclosporin therapy).
تثبط خلايا ت الليمفاوية وتسبب انفجارها، والذي هو انحلال خلوي مكملmediated cytolysis complement وعمليه تعريف الجسم للغريب للخلايا الاكاله بوساطة الخلايا cell-mediated opsonization تليها ازاله للخلايا المناعيه وحيدة النواة من الدورة الدموية في الطحال والكبد. بهذه الطريقة تثبط الأجسام المضادة رد الفعل المناعي الخلوي، بما في ذلك رفض الجسم للأعضاء الجديدة، وفرط الحساسية المتأخر (delayed hypersensitivity) مثل:(مرض الجلد التحسسي (tuberculin skin reaction)، ومرض رفض المستقبل ضد المضيف (GVHD). بالرغم من أنها تثبط، الا أنها تحفز إنتاج الأجسام المضادة الخاصة بالغدة الزعترية.
حديثا عن السوق التجاري، في شهر مارس عام 2005، كان هناك تحضيران متوفران في الأسواق لهذه الأجسام المضادة، الأول agtam ويتم تحصيله من مصل الحصان، الثاني thymoglobuline والذي يتم تحصيله من مصل الأرانب. ثؤثر الأجسام المضادة المختلفة (polyclonal antibodies) على الليمفاويات جميعها وتسبب تثبيط مناعي عام، وقد تؤدي إلى اضطرابات متأخرة في نمو وتكاثر الليمفاويات أو حتى التهابات خطيرة وخصوصا من قبل فيروس السايتوميجالو (cytomegalovirus). للتقليل من هذه المخاطر يتم توفير العلاج في المستشفيات حيث هناك يتوافر الانعزال المناسب من الالتهابات، بالعادة يتم اعطائهم دواء محدد عن طريق الوريد بكميات مناسبة، ويمكن أن تصل فترة مكوث المريض في المستشفى إلى ثلاثه اسابيع حتى يصل الجهاز المناعي إلى نقطة بعيدا عن خطر وداء المصل.
معظم المرضى يظهرون رد فعل حاد للعلاج ويعود ذلك سببه إلى المناعة العالية من الأجسام المضادة. وأعراض هذه المرض يتمثل ب الحمى والرجفة أو حتى الحساسية المفرطة. في وقت لاحق من العلاج يمكن للمرضى أن يطوروا داء المصل أو مرض تجمع الخلايا المناعية في الكلى (immune complex glomerulonephritis). ومن الجدير بالذكر أن داء المصل ينشأ بعد 7-14 يوم من العلاج. يعاني المريض من: الحمى، وآلام في المفاصل، واحمرار في الجلد، ويمكن للطفح الجلدي أن يحدث. ويتم استخدام المنشطات والمسكنات لتخفيف الألم. ويمكن أيضا تخفيف سميتها من خلال كميات بسيطة من مصل عالي النقاء واعطاءه بالوريد مع مثبطات مناعية أخرى مثل:(مثبطات الكالسينورين (calcineurin inhibitors)، مثبطات نمو الخلايا (cytostatics) والكورتيستيرويد (cortisteroids). من أكثر العلاجات المستخدمة هي الأجسام المضادة مع السيكلوبورين (ciclosporin) من أجل منع جسم المرضى من تطوير نظام مناعي قوي تجاه الأدوية المعطاة وبالتالي تخفيف أو القضاء على فعاليتهم.
الأجسام المضادة المثماثله (Monoclonal antibodies)
الاجسام المضادة المثماثلة لها مولدات ضد محددة لذلك آثارها الجانبية أقل من الأجسام المضادة المختلفة. من أهمهم هو: مستقبل ا-ل-2 / (CD25-) and CD3. تستخدم في منع رفض الجسم للعضو المزروع، بالإضافة إلى ترقب أي تغييرات على أعداد الليمفاويات. من المتوقع وجود أدوية مشابهة لهذه الأجسام في المستقبل.

### مستقبل خلايا ت الليمفاوية محدد الجسم المضاد
Muromonab-CD3 هو مضاد للCD3«مثماثل الجسم المضاد» من نوع ال IgG2a، والذي يمنع تنشيط وتكاثر خلايا ت الليمفاوية من خلال الارتباط بمستقبل خلايا ت الموجود على خلايا ت المحددة. ويكون أيضا واحد من أقوى وأهم المثبطات المناعية ويتم اعطائه للتحكم بالستيريودات أو/و لحالات الرفض الحاد لمقاومة الأجسام المضادة المختلفة، حيث أنه يعمل بصورة محددة أكثر من الأجسام المضادة المختلفة، كما أنه يستخدم بشكل وقائي في عمليات زرع الأعضاء.
آليه عمله لم يتم فهمها بالكامل، لكن مما تم دراسته أنه يرتبط بمستقبل TCR/CD3. في بداية اعطائه يعمل هذا الارتباط بشكل غير مباشر على تفعيل خلايا ت الليمفاوية مؤديا إلى متلازمة شديدة بعد حوالي 30-60 دقيقة. وتعرف أعراض هذه المتلازمة بالحمى والصداع، ألم في العضلات، وآخر في المفاصل. في بعض الأحيان يطور رد فعل للنظام الوعائي القلبي ويكون مهدد للحياه أو حتى للجهاز العصبي المركزي مما يؤدي لعلاج مطول. بعد هذه المدة يقوم الCD3 بمنع ارتباط مولد الضد TCR ويسبب تغييرات تركيبية أو ازاله لمركب ال TCR3/CD3 كله من سطح خلايا ت الليمفاوية، وهذا بدوره يقلل من خلايا ت المتاحة، ربما من خلال جعلهم أكثر حساسية لامتصاصهم من قبل الخلايا الطلائية الشبكية. كذلك ينشط ارتباط مركبات الCD3 إشارة تسبب استعطال أو موت خلايا ت الليمفاوية، الا إذا وصل للخلية إشارة أخرى من مركب محفز مساعد عندها تغير الأجسام المضادة CD3 توازنها من خلايا TH1 إلى TH2.
يمكن للمريض عندها أن يطور أجسام مضادة معادلة للتقليل من فعالية muromonab-CD3. ويمكن للmuromonabCD3 أن يسبب تثبيط مناعي مفرط به.
على الرغم من أن أجسام CD3المضادة تعمل بصورة محددة أكثر من الاجسام المضادة المختلفة، الا أنها تخفف بصورة واضحة من العمل المناعي الخلوي، مما قد يسبب للمريض أورام خبيثة وعدوى انتهازية.

### مستقبل ال-2 المحدد أجسامه المضادة (IL-2 receptor directed antibodies)
انترلوكن2 هو منظم للجهاز المناعي، مهم للتكاثر الخلوي (clonal expansion) وللحفاظ على خلايا ت نشطة. آثاره تتم بمساعدة من مستقبل ا-ل- 2-أ الموجود على سطح خلية ثلاثية الوحد البنائية (trimmer cell) والتي تتكون من كل من سلاسل ألفا وبيتا وغاما. يتم افراز ال2أ (CD25 ، مولد ضد الذي يفعل خلايا ت، TAC) فقط من قبل خلايا ت النشطة أصلا. لذلك، يعتبر هذا المستقبل ذو أهمية بالغة في العلاج التثبيط مناعي المحدد . وكان موضع أبحاث عدة للنظر في كيفية تطوير مركبات فعاله وآمنة تكون ضد «الأجسام المضادة ا-ل-2».تم في التسعينات تطوير مركبات مضادة «للأجسام المضادة TAC» خاصة بالفئران، من خلال تكنولوجيا تركيب الجينات المؤتلفة (recombinant gene technology)، مؤديا ذلك عام 1998 إلى إنتاج مركبين جديدين (chimeric) مضادين «للأجسام المضادة TAC» خاصة بالفئران والانسان أيضا; بازيلاكسيماب (سيمولست) وداسليزوماب (زيناباكس) basiliximab (Simulect) and daclizumab (Zenapax)، تتلخص آلية عمل هذين الدواءين بالارتباط مع سلسله ألفا من مستقبل ال-2، مانعان بارتباطهما عمل الأجسام ا-ل-2 المتمثل بتحفيز التكاثر الخلوي والحفاظ على بقاء خلايا ت نشطة، وهذا بدوره يقلل من فترة حياة خلايا ت. وتستخدم هذه الأدوية في مقاومة الرفض الحاد للكلى المزروعه، وكلا الدواءين لهما نفس الفعالية بأقل آثار جانبية.

## أدوية تؤثر على مستقبلات المثبطات المناعية

### سايكلوسبويرن (cyclosporine)
السايكلوسبورين مركب ببتيدي حلقي فطري، يتكون من 11 حمض أميني. يعتبر السايكلوسبورين –مثل التاكرولموس- مثبط للكالسيونورين (calcineurin/(CNI)(. يستخدم منذ عام 1983 ويعتبر واحدا من أكثر المثبطات المناعية استخداما.
ويعتقد أن السايكلوسبورين يرتبط بمستقبل السايكلوفيلين للخلايا الليمفاوية (من مستقبلات المثبطات المناعية) وخاصة الخلايا الليمفاوية (ت). هذا المركب من السايكلوسبورين والسايكلوفيلين يثبط عمل انزيم الفوسفتيز كالسينورين (phosphatase calcineurin)، والذي هو بالظروف العادية يحفز عملية تشفير الانترلوكن2. كما يثبط هذا الدواء إنتاج الليمفوكاين وافراز الانترلوكن، مما يقلل من عمل خلايا ت المؤثرة.
كما كان يستخدم في علاج رفض الجسم الحاد للأعضاء المزروعة، لكن حاليا تم استبداله بشكل متزايد بمثبط مناعي آخر جديد أقل سمية للكلى .
تم ربط مثبطات الكالسينورين والأزاثيوبورين، المعطاة لمتلقي العضو الجديد، بأورام ما بعد عملية الزراعة الخبيثة وبسرطان الجلد غير القتامي (غير الميلانوما) Non-melanoma skin cancer (NMSC). تعد عمليات الكلى المزروعة مرض شائع ويمكن أن تؤدي إلى أمراض مهمة قد تصل للموت. تشير نتائج العديد من الدراسات إلى أن مثبطات الكالسينيورين لها خصائص أنكجنيكية (أي أن لها علاقة بنمو الأورام) ترتبط أساسا بإنتاج السيتوكينات التي تعزز نمو الورم، ونمو أورام ثانوية بعيدة عن الورم الأول ونمو أوعية دموية جديدة.
يعمل أيضا هذا الدواء على الحد من خلايا ت التنظيمية، لكن وجد أنه بعد تحويل المرضى من علاج الCNI إلى علاج المايسوفينوليت، ترتفع لديهم أعداد خلايا ت التنظيمية ويرتفع لديهم نسب نجاح عملية الزرع.

### تاكروليماس
تاكروليماس (الاسم التجاري Prograf) هو نتاج للبكتيريا Streptomyces tsukubaensis. وهو مضاد حيوي فيه حلقة الماكرولايد، ويعمل عن طريق تثبيط الكالسينورين calcineurin.
يستخدم هذا الدواء بشكل أساسي في زراعة الكبد والكلى، وإن كان يستخدم في بعض العيادات في عمليات زرع القلب والرئة. يرتبط مع مستقبل FKBP1A، يليها ارتباطه مع الكالسينورين وتثبيط نشاط إنزيمه الفوسفاتيز. في هذه الطريقة، يمنع الخلايا من التحول من مرحلة G0 إلى المرحلة G1 من دورة الخلية. تاكروليماس أكثر فعالية من سيكلوسبورين، وله آثار جانبية أقل.

### السيروليمس (Sirolimus)
السيروليمس (Sirolimus) (الاسم التجاري Rapamune) هو مضاد حيوي عنده حلقة الماكرولايد (macrolide lactone)، التي تنتجها البكتيرياactinomyceteStreptomyces hygroscopicus.يستخدم لمنع ردود رفض الجسم للأعضاء المزروعة. على الرغم من أنه نظير هيكلي للتاكروليماس، فإنه يتصرف بشكل مختلف إلى حد ما، وله آثار جانبية مختلفة.
وخلافا للسيكلوسبورين وتاكروليماس، الأدوية التي تؤثر على المرحلة الأولى من تفعيل خلايا T الليمفاوية، يؤثر السيروليمس (Sirolimus) على المرحلة الثانية، وهي نقل الإشارة والتكاثر النسلي للخلايا الليمفاوية. يرتبط السروليمس مع المستقبل FKBP1A مثل تاكروليماس، ولكن هذا المركب لا يثبط الكالسينيورين وانما بروتين آخر، mTOR. ولذلك يعمل السيروليمس sirolimus بالتآزر مع سيكلوسبورين، مع مثبطات مناعية أخرى ذات آثار جانبية قليلة. كما أنه يثبط بشكل غير مباشر انزيمات خلايا T الليمفاوية المحددة، وبالتالي منع انتقالها من مرحلة G1 إلى مرحلة S من مراحل دورة الخلية. بطريقة مماثلة، يمنع sirolimus تمايز الخلايا B إلى خلايا البلازما، محِدَاً بذلك إنتاج الغلوبولين المناعي IgM، IgG ، والأجسام المضادة IgA.
وهو أيضا فعال ضد الأورام التيتعتمد على PI3K / AKTmTOR.

## أدوية أخرى

### انترفيرون (مضاد الفيروسات)
يثبط مضاد الفيروس بيتا إنتاج السايتوكاينTH1 وتفعيل وحيدات الخلية. يستخدم لابطاء عملية التقدم في مرض التصلب المتعدد. كما أنه قادر على تحفيز موت الخلايا الليمفاوية الطبيعي.

### المواد الأفيونية (opioids)
يسبب الاستخدام المطول لهذه المواد تثبيط مناعي لكل من المناعة الفطرية الطبيعية أو المكتسبة.[4] كما لوحظ انخفاض في النشاط المناعي وانخفاض في نمو وتكاثر الخلايا الأكاله، ولليمفاويات أيضا. يعتقد أن هذه الآثار تمت بوساطة مستقبل للمواد الأفيونية يتم افرازه على سطح الخلايا المناعية

### بروتينات TNF المرتبطة
بروتين TNFألفا المرتبط (عامل موت الخلايا ألفا) يعتبر من الأجسام المضادة المتشابهة (Monoclonal) أو من المستقبل الموجودة في الدم والتي ترتبط بألفا TNF، مثل:(انفليكسيماب (Remicade)، انتانرسيبت (Enbrel)، أداليموماب (Humira))، وهذا الارتباط يمنع الTNF من تحفيز بناء ال-1 وال-6، ويمنع أيضا من التصاق جزيئات الليمفاويات التشغيلية. وتستخدم بروتينات TNF في علاج كل من الروماتيزم، التهاب الفقار اللاصق، مرض كرون، الصدفية.
قد تزيد هذه الأدوية من مخاطر الإصابة بالسل أو تحفيزعدوى كامنة لتصبح نشطة. يكون بالعادة لأدوية ال انفيليكسيماب وأداليموماب ورقة تحذيرية تشير إلى ضرورة فحص المرضى لعدوى السل الكامنة والعلاج للسل يجب أن يبدأ قبل المعالجة المناعية.
الTNF أو آثار الTNF يتم تثبيطها من عوامل طبيعية مختلفة، مثل: الكركمين (عنصر في الكركم) وبمضادات الاكسدة (في الشاي الأخضر).

### المايسوفينوليت (Mycophenolate)
يتصرف حمض المايسوفينوليك كدواء محدد، غير تنافسي، ومثبط عكسي لانزيم الانوسين-5-وحيد الفوسفات النازع للهيدروجين (IMPDH)-والذي هو انزيم مهم في تصنيع نيوكليتيدات الجوانسين من الصفر. تتصرف الخلايا الليمفاوية (ب) و (ت) بشكل مستقل في هذه العملية على غرار خلايا جسم الإنسان الأخرى. يستخدم هذه الدواء مع مثبطات مناعية أخرى كالسيكلوسبورين (ciclosporin) أو التاكروليموس (tacrolimus) لمرضى عمليات زرع الأعضاء.

### عوامل حيوية صغيرة
يعتبر الFingolimod مثبط مناعي مصنع جديد، حاليا في المرحلة الثالثة من التجارب السريرية. يعمل على زيادة افراز أو تغيير وظيفة جزيئات التصاق محددة مثل (مستقبل ألفا4 /بيتا7 (α4/β7 integrin)) الموجودة في الليمفاويات، لذلك يتراكموا في النسيج الليمفاوي (في العقد الليمفاوية تحديدا) وأعدادهم في الدورة الدموية تقل. في هذا الصدد، يختلف هذا المثبط المناعي عن غيره.
المايريوسين يعتبر أكثر أهمية من السيكلوسبويرن بعشرة إلى مئة ضعف.

## روابط خارجية
- WSAVA
- JASN
- HIVandHepatitis
- National Kidney Foundation
- Immunosuppressants